# 新斯帕西夫卡
49°15′57″N 39°47′8″E / 49.26583°N 39.78556°E
新斯帕西夫卡（烏克蘭語：Новоспасівка）是位於烏克蘭東部的村莊，由盧甘斯克州舊比利斯克區的比洛沃茨克市鎮負責管轄。該村始建於1928年，面積1.5平方公里，海拔高度121米，2001年人口145，人口密度每平方公里96.7人。